# Кухмазова, Шамсиджахан Казимагомедовна
Шамсиджахан Казимагомедовна Кухмазова (1924, Ахты, Ахтынский район, Дагестанская АССР, РСФСР — 23 ноября 2009, Махачкала, Дагестан, Россия) — лезгинская театральная актриса. Заслуженная артистка Дагестанской АССР (1950), Народная артистка Дагестанской АССР (1955), Заслуженный артист РСФСР (1960) и Народный артист РСФСР (1981).

## Биография
Шамсиджахан Кухмазова родилась в сел. Ахты Самурского округа Дагестанской области в 1 июня 1924 года. С 1942 г. актриса Государственного лезгинского музыкально-драматического театра им. Сулеймана Стальского в сел. Ахты (в настоящее время театр работает в г. Дербент), в котором проработала более полувека. Обладая хорошими вокальными данными, успешно выступала в музыкально-драматических спектаклях. Является одним из основоположников национального театрального искусства Дагестана.
«Пешком, верхом и на арбе исходила и изъездила актриса Ш. Кухмазова все лезгинские районы, горные и низменные населенные пункты. С грудными детьми на руках (а их было у неё пятеро) она не оставляла работу в театре ни на день, играла в неотапливаемых помещениях, сельских клубах под мерцающий свет керосиновых ламп», — так пишет Г. Султанова о народной артистке РСФСР Шамси Кухмазовой.
Умерла актриса 23 ноября 2009 года.

## Театральные работы
- «Если сердце захочет», Рустамова (Айханум)
- «Любовь и месть», Ахундова (Зухра)
- «Пери-Ханум», И. Шамхалова (Пери-Ханум)
- «Аршин-мал-алан», У. Гаджибекова (Гюльчохра)
- "Лейла и Меджнун, У. Гаджибекова (Лейла)
- «Намус», А. Ширванзаде (Сенем)
- «Увядшие цветы», Д. Джабарлы (Сара)
- «Коварство и любовь», Ф. Шиллера (Луиза)
- «Ашуг Саид», Т. Хрюгского и К. Меджидова (Дильбер)
- «Дурна», С. Рустама (Дурна)
- «Севиль», Дж. Джабарлы (Севиль)

## Награды
- Медаль «За доблестный труд»
- Народная артистка РСФСР (1981)
- Заслуженная артистка РСФСР (1960)
- Народная артистка Дагестанской АССР (1955)
- Заслуженная артистка Дагестанской АССР (1950)